# Cornod
Cornod ist eine französische Gemeinde mit 215 Einwohnern (Stand 1. Januar 2022) im Département Jura in der Region Bourgogne-Franche-Comté. Sie gehört zum Arrondissement Lons-le-Saunier und zum Kanton Moirans-en-Montagne.

## Geografie
Cornod wird vom Fluss Valouse passiert. Die Nachbargemeinden sind
- Lavans-sur-Valouse im Norden,
- Thoirette-Coisia mit Coisia im Osten und Thoirette im Süden,
- Vosbles-Valfin im Westen.

## Bevölkerungsentwicklung
| Jahr                       | 1962 | 1968 | 1975 | 1982 | 1990 | 1999 | 2008 | 2017 |
| -------------------------- | ---- | ---- | ---- | ---- | ---- | ---- | ---- | ---- |
| Einwohner                  | 251  | 223  | 192  | 189  | 177  | 219  | 227  | 218  |
| Quellen: Cassini und INSEE |      |      |      |      |      |      |      |      |